# NGC 6177
NGC 6177 ist eine 13,7 mag helle Balkenspiralgalaxie vom Hubble-Typ SBb im Sternbild Herkules.  Sie ist schätzungsweise 423 Millionen Lichtjahre von der Milchstraße entfernt und hat einen Durchmesser von etwa 210.000 Lj.
Im selben Himmelsareal befinden sich u. a. die Galaxien NGC 6179 und NGC 6185.
Das Objekt wurde am 28. Mai 1791 von Wilhelm Herschel mit einem 18,7-Zoll-Spiegelteleskop entdeckt, der sie dabei mit „vF, pL, lE, lbM“ beschrieb.